# Гинцах
Гинцах (њем. Günzach) општина је у њемачкој савезној држави Баварска. Једно је од 45 општинских средишта округа Осталгој. Према процјени из 2010. у општини је живјело 1.469 становника. Посједује регионалну шифру (AGS) 9777138.

## Географски и демографски подаци
Гинцах се налази у савезној држави Баварска у округу Осталгој. Општина се налази на надморској висини од 740–899 метара. Површина општине износи 23,5 km². У самом мјесту је, према процјени из 2010. године, живјело 1.469 становника. Просјечна густина становништва износи 63 становника/km².

## Међународна сарадња
| Мјесто   | Држава   | Врста сарадње | Од    |
| -------- | -------- | ------------- | ----- |
| Вишеград | Мађарска | партнерство   | 1995. |
| Извор    |          |               |       |